# Stop the Steal
Stop the Steal은 2020년 미국 대통령 선거 번복 시도에서 쓰이기 시작한 구호로, 부정선거론의 구호이다.
대한민국에서는 윤석열 전 대통령의 지지자가  더불어민주당이 이긴 선거가 부정선거라며 이 구호를 사용한다.